# Datation au carbone 14 du Suaire de Turin

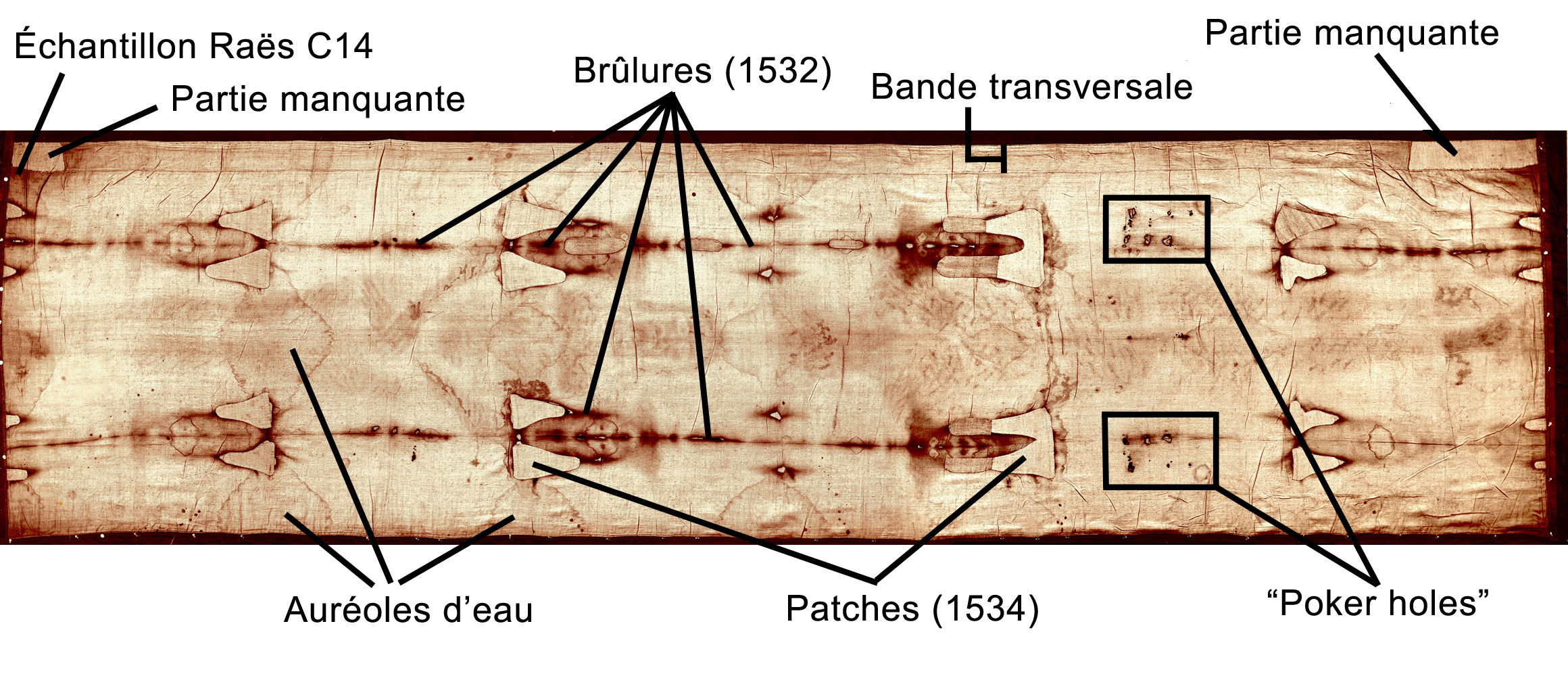
Échantillon Raes prélevé sur le suaire, adjacent à la région subséquemment choisie pour le prélèvement des échantillons soumis à la datation au carbone 14.

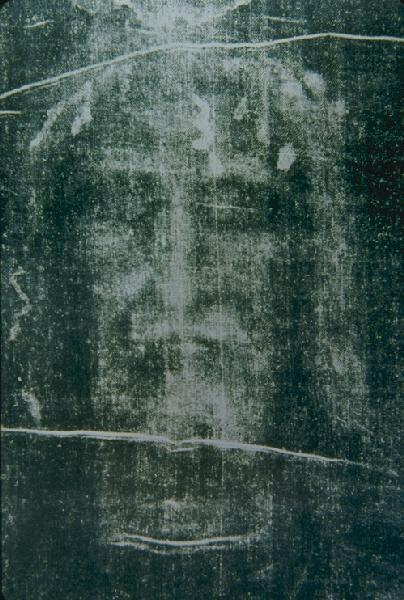
Négatif du visage du linceul de Turin, 1898

Le Suaire de Turin, une pièce de lin communément associée à la crucifixion et l'ensevelissement de Jésus-Christ, a fait l'objet de multiples tests scientifiques, le plus connu d'entre eux étant la datation au carbone 14 dans le but de déterminer l'authenticité de la relique. En 1988, trois laboratoires datèrent des échantillons prélevés sur le suaire et parvinrent à la conclusion que ce dernier datait d'entre 1260 et 1390 ce qui coïncidait avec la première apparition du suaire en France vers le milieu du XIVe siècle.
Cette datation a été contestée et des doutes ont été émis notamment quant à l'emplacement où furent prélevés les échantillons sur le suaire et quant au traitement statistique permettant d'obtenir cette fourchette. Ces critiques ont à leur tour été réfutées mais le débat reste vif.

## Historique

### Création du Sturp (1978)
L'idée d'une datation du Suaire de Turin selon des méthodes scientifiques a été évoquée pour la première fois dans les années 1960 mais celle-ci ne fut pas retenue en raison du fait que la portion de tissu requise pour cette étude était, à l'époque, beaucoup trop importante (0,05 m2). Le développement dans les années 1970 de la technique de datation au radiocarbone requérant de moins en moins de matériel pour être utilisée décida l'Église catholique à accepter le programme du Shroud of Turin Research Project (Sturp). Le Sturp était constitué d'une trentaine de scientifiques, des croyants, des non croyants. Certains comme Allan Adler ou Barrie Schwortz, étaient de confession judaïque.
Le groupe du Sturp avait initialement prévu de mener un nombre important d'expérimentations sur le suaire dont une datation au radiocarbone,.
Une commission dirigée par le chimiste Robert H. Dinegar et le physicien Harry E. Gove consultèrent de nombreux laboratoires qui étaient capables de réaliser, à cette époque (1982), une datation au radiocarbone sur de petits échantillons de tissus. Six laboratoires manifestèrent de l'intérêt dans la démarche. Ils se rangent en deux catégories selon la méthodologie utilisée:
- Deux utilisaient une approche par compteur proportionnel à gaz:
  - le Brookhaven National Laboratory, Upton, New York, États-Unis;
  - l'Établissement de recherche atomique d'Harwell, Harwell, Oxfordshire, United Kingdom;
- Quatre utilisaient la spectrométrie de masse:
  - le Nuclear Structure Research Laboratory, Université de Rochester, Rochester (New York), États-Unis;
  - l'Université d'Oxford,United Kingdom;
  - l'Université d'Arizona, Tucson, Arizona, États-Unis;
  - l'École polytechnique fédérale de Zurich, Suisse[8].

Afin d'obtenir des résultats indépendants et reproductibles, et pour éviter les conflits entre les laboratoires, il fut décidé que chacun des laboratoires pourrait réaliser le test en même temps.

#### Critique du Shroud of Turin Research Project (Sturp)
Selon Joe Nickell, le Sturp était une émanation de la « Holy Shroud Guild » (Guilde du Saint-Suaire) dont l'objectif était de défendre l'authenticité du linceul. Toujours selon lui, le Sturp était constitué d'une trentaine de scientifiques pour la plupart croyants et dont les leaders faisaient partie du conseil exécutif de la guilde. Il apparaît aussi que le Sturp se défit de  Walter McCrone, docteur en chimie organique et considéré à l'époque comme le meilleur spécialiste mondial de microscopie car il était arrivé à des conclusions qui ne concordaient pas avec les convictions religieuses des membres du Sturp. Il était en effet arrivé à la conclusion que les « taches de sang » trouvées sur le linceul étaient en réalité des pigments et que l'ensemble de l'image avait été peinte en utilisant la technique de la détrempe.

### La fracture de 1985 entre le Sturp et des laboratoires candidats
En 1982, le Sturp publia la liste des tests à appliquer au Suaire de Turin. Ces expérimentations avaient pour but d'identifier la manière dont l'image s'était imprimée sur le tissu, d'en vérifier l'origine et pour identifier les meilleures méthodes de conservation. Un désaccord survint entre le Sturp et les laboratoires, il devait conduire à une profonde rupture. Le Sturp entendait mener un examen radiométrique sous sa propre égide et après que les autres examens soient réalisés. Les laboratoires pensaient que la datation au radiocarbone était « Le » test prioritaire entre tous. Il devait donc être mené même si cela devait conduire à l'éventualité de nuire à la planification d'autres tests.

### Le protocole de Turin de 1986
Une réunion se tint avec les autorités ecclésiastiques le 29 septembre 1986 pour déterminer la marche à suivre. À l'issue de celle-ci, un compromis fut trouvé : le « protocole de Turin », qui stipulait que :
- Seule l'expérimentation au radiocarbone serait menée[16] ;
- Les échantillons comporteraient ceux du suaire et des étoffes témoins, indistinguables les unes des autres (Test à l'aveugle) ;
- Les tests seraient menés concomitamment par 7[17] laboratoires sous la supervision de l'Académie pontificale des sciences, l'Archidiocèse de Turin et le British Museum ;
- Les deux méthodes de datation seront adoptées[18],[19] ;
- Les échantillons confiés aux laboratoires pèseraient 28 mg, ce qui équivaut à un morceau de 9 cm2 du suaire[20] ;

- Les échantillons seront remis par les soins du British Museum ;
- Les laboratoires ne communiqueront pas entre eux durant la phase de test ni ne divulgueront les résultats de leurs analyses à d'autres que les trois autorités supervisant l'opération[21],[22].

Le Vatican décida cependant par la suite d'adopter un autre protocole.
- Le 27 avril 1987, le porte-parole du Vatican annonça dans le journal La Stampa que la procédure serait accomplie par deux voire trois laboratoires au maximum ;
- Le 10 octobre 1987, le cardinal Anastasio Ballestrero annonça officiellement aux sept laboratoires que la méthode par compteur proportionnel à gaz ne sera pas utilisée parce qu'elle nécessiterait la destruction d'une partie trop importante du suaire (en grammes plutôt qu'en milligrammes)[24],[25], que seuls trois laboratoires, Oxford, Tucson et Zurich recevraient des échantillons à tester.
- L'unique institution qui superviserait ces examens serait le British Museum en la personne du docteur Michael Tite. Ces latitudes prises par le Vatican par rapport au protocole de Turin de 1986 furent sévèrement critiquées[26].

L'analyse en « test à l'aveugle » fut abandonnée en raison du fait que la structure à chevrons, trois pour un, était aisément reconnaissable sur les échantillons. Le broyage des échantillons n'aurait pas résolu le problème et aurait rendu plus long et plus ardu le nettoyage des échantillons. Le professeur Harry Gove, directeur du laboratoire de Rochester (l'un de ceux qui ne furent pas retenus par le Vatican) expliqua, dans une lettre ouverte adressée à la revue Nature que le fait d'écarter une analyse en « double aveugle » jetterait le discrédit sur l'ensemble des résultats quels qu'ils soient. Cependant, en 1990, Gove concéda cependant que l'absence de test à l'aveugle n'est pas une raison substantielle suffisante pour invalider les résultats.

Dans l'âpre débat qui suivit, le porte-parole de l'Église déclara que: 

« L'Église se doit de répondre à ceux qui souhaitent que le processus de datation soit interrompu, qui voudraient que l'Église démontre qu'elle a peur de la science. Nous sommes en face d'un vrai chantage: si nous n'acceptons pas les conditions imposées par les laboratoires, ils feront de nous des gens qui ont peur de la vérité et qui craignent la science. [...] La pression mise sur les autorités ecclésiastiques pour accepter le protocole de Turin a presque atteint l'illégalité »

— Luigi Gonella
.

### Le protocole définitif
Les modifications apportées au protocole suscitèrent une nouvelle controverse parmi les scientifiques si bien que l'expérimentation fut postposée.
Le 17 avril 1988, dix années après que le Sturp a vu le jour, le directeur scientifique du British Museum, Michael Tite publia dans la revue Nature le protocole définitif :
- Les laboratoires retenus sont Oxford, Zurich et Tucson ;
- Chacun recevra un échantillon de 40 mg issu d'une portion unique du suaire ;
- Les laboratoires recevront deux échantillons contrôles issus de deux étoffes anciennes différentes ;
- Les échantillons seront remis à des représentants des laboratoires à Turin ;
- L'ensemble des tests seront filmés ;
- Il n'y aura pas de comparaison des résultats obtenus (pas de communication) entre les laboratoires jusqu'à ce que ceux-ci soient certifiés et définitifs, univoques et complets ;
- La méthode du Compteur proportionnel à gaz ne sera pas retenue parce que trop destructrice.

Parmi les objections les plus évidentes entre le protocole de départ et celui finalement retenu figure celle de la localisation unique sur le suaire pour la prise des échantillons. Ceci est particulièrement significatif en raison du fait que peu importe l'endroit choisi, il ne sera pas représentatif de l'ensemble du suaire. Les résultats, par conséquent, ne seront applicables qu'à cette portion du tissu.
Une autre grande différence déjà débattue fut la suppression du test à l'aveugle considéré par la plupart des chercheurs comme étant le fondement de la démarche scientifique,,.

## Compte rendu des analyses

### Échantillonnage (avril 1988)
Les échantillons furent prélevés le 21 avril 1988 dans la cathédrale de Turin par Franco Testore, un expert en tissus et par Giovanni Riggi, un représentant du fabricant de bio-équipement « Numana ». Franco Testore s'occupa de peser les échantillons tandis que Giovanni Riggi découpa le linceul. Le Cardinal Ballestrero était également présent ainsi que quatre prêtres, le porte-parole de l'archidiocèse, Luigi Gonella, des photographes, un cadreur, Michael Tite du British Museum et les représentants des différents laboratoires.
Par mesure de précaution, une pièce deux fois supérieure à celle requise par le protocole fut découpée du suaire. Elle mesurait 81 × 21 mm. Une bande comportant un fil de couleur d'une origine incertaine fut écartée. L'échantillon restant mesura alors 81 × 16 mm et pesait 300 mg. Cet échantillon fut tout d'abord divisé en deux parties égales dont l'une fut conservée dans un récipient scellé confié au Vatican pour de futures nécessités, l'autre partie étant découpée en trois segments qui furent conditionnés dans des récipients pour les laboratoires dans un local distinct par le docteur Michael Tite et le Cardinal Ballestrero. Durant ce processus, en accord avec le protocole, les représentants des laboratoires n'étaient pas présents.
Les laboratoires se virent également remettre trois échantillons-témoins (un de plus que ce que prévoyait le protocole) qui étaient:
- Un fragment provenant d'une étoffe funéraire égyptienne découverte en 1964 et déjà daté au radiocarbone (1100 A.D)
- Un fragment d'un bandage de momie déjà datée au radiocarbone (200 A.D)
- Une partie de la cape ayant appartenu à saint Louis d'Anjou et conservée à Saint-Maximin-la-Sainte-Baume, Var, France dont la provenance est vérifiable et qui fut réalisée entre 1290 et 1310 (règne du roi Philippe IV) d'après la revue Nature[39].

### Mai-Septembre 1988
Tucson réalisa l'analyse en mai, Zurich en juin et Oxford en août et communiquèrent leurs résultats au British Museum.
Le 28 septembre 1988, le directeur du British Museum, coordinateur de l'étude, Michael Tite, communiqua les résultats au Diocèse de Turin et au Saint-Siège.

### Annonce officielle
Lors d'une conférence de presse très attendue, le 13 octobre 1988, le Cardinal Ballestrero annonça les résultats officiels, à savoir que le test au radiocarbone avait donné la fourchette 1260-1390 pour la datation du linceul avec une confiance de 95 %.
Le rapport officiel et complet fut publié dans la revue Nature, le 16 février 1989.
Les données brutes issues des trois laboratoires, avec 1-sigma erreurs (confiance de 68 %) étaient les suivants:
- Tucson : 646 BP ± 31 ans ;
- Oxford : 750 BP ± 30 ans ;
- Zurich : 676 BP ± 24 ans ;
- La tendance médiane était de « 691 BP ± 31 ans », ce qui correspond à un âge corrigé de [1273-1288] (confiance de 68 %) et de [1262-1312], [1353-1384] (confiance de 95 %). Comme rapporté dans l'article de Nature, le professeur Bray de l'institut de métrologie Gustavo Colonnetti de Turin confirma que les résultats obtenus par les trois laboratoires étaient compatibles et que sur base des éléments fournis aucun des résultats moyens n'était sujet à discussion[39].

## Critiques des résultats de la datation

### L'échantillon aurait été prélevé sur une partie réparée du suaire
Sans avoir à remettre en question la fiabilité des datations au carbone 14 en elle-même, des critiques ont vu le jour concernant l'endroit choisi pour procéder au prélèvement de l'échantillon sur le suaire suggérant que ce prélèvement ait pu être fait sur une partie rapiécée au Moyen Âge plutôt que sur le suaire en lui-même,,. Cette hypothèse de la réparation médiévale reposerait sur un retissage invisible de l'étoffe effectué au Moyen Âge. Depuis la datation, plusieurs publications mentionnent que le prélèvement n'était peut-être pas représentatif de l'ensemble du suaire.
Ceci inclut l'article de 2005 de Raymond Rogers qui coordonna les études chimiques du suaire pour le Shroud of Turin Research Project et qui fut impliqué dans l'étude du suaire dès la création du projet en 1978. Dans son article de 2005, Raymond Rogers explique que l'analyse chimique qu'il a effectuée sur des fibres du suaire transmises par un membre du clergé qui n'était pas censé les posséder révélaient la présence de substances utilisées au Moyen Âge pour colorer les réparations faites sur les tissus pour les rendre moins visibles et pour offrir davantage de protection. Il écrit: « L'échantillon du radiocarbone contient à la fois une gomme/teinture/mordant et des fibres de coton qui ne figurent pas dans la plupart des fibres qui composent le suaire ». Poussant plus avant ses investigations, il déclara que l'échantillon fut prélevé dans le pire endroit du suaire. Roger refit ses analyses sur des échantillons enregistrés du suaire. Il reçut 14 segments de fibres de l'échantillon confié à Raes par Luigi Gonella (département de physique de l'Université polytechnique de Turin) le 14 octobre 1979. Il préleva 32 échantillons à différents endroits du suaire et sur les textiles associés au moyen de bandes adhésives en 1978. Le 12 septembre 2003, il reçut un échantillon de fibres du suaire que Luigi Gonella disait avoir prélevé sur les échantillons destinés à la datation.
Partie intégrante de la datation de 1988, le laboratoire de Derbyshire au Royaume-Uni assista le laboratoire d'Oxford en identifiant les matériaux étrangers enlevés de l'échantillon avant qu'il ne soit analysé. Le professeur Edward Hall de l'équipe d'Oxford remarqua deux ou trois fibres ténues qui semblaient ne pas être à leur place. Ces fibres ténues furent identifiées par Peter South (expert en textile du laboratoire de Derbyshire) comme étant du coton : « elles purent être utilisées par le passé pour des réparations ou, plus simplement, être incorporées au moment où le tissu fut tissé. Cela ne nous a pas pris longtemps pour identifier ce matériau étrange mais ce fut très dissonant par rapport aux travaux que nous menons d'ordinaire ».
Le rapport officiel, quant à lui, mentionne que l'échantillon fut prélevé sur un endroit unique dans la partie principale du linceul à l'écart des rapiècements et des zones carbonisées.
En 2008, l'ancien membre du Sturp, John P. Jackson écarta définitivement la possibilité que l'échantillon puisse avoir été prélevé sur une partie restaurée du linceul sur base de radiographies et de clichés pris par le Sturp en 1978 montrant clairement la continuité des répartitions colorimétriques du tissu dans la région où l'échantillon fut prélevé à des fins de datation. Jackson soutint que ceci n'aurait pas été possible si la région de prélèvement avait fait l'objet d'un rapiècement tardif.
Mechthild Flury-Lemberg, une experte dans la restauration de tissu ancien qui supervisa la restauration et la conservation du Suaire de Turin en 2002, écrivit qu'il est possible de restaurer un tissu grossier au point d'en rendre la réparation invisible pour peu que le dommage ne soit pas trop étendu et que les fils de trame soient toujours présents mais, en revanche, il est impossible de le faire sur une étoffe délicate en raison du fait que la réparation restera toujours visible sur son revers. Elle critiqua donc la vision selon laquelle le prélèvement aurait été fait sur une réparation comme étant un « vœu pieux ». Elle expliqua que Gabriel Vial, un expert en textile, présent lors du prélèvement soutenait que l'échantillon fut découpé dans le suaire même et que ni sur le devant, ni sur l'arrière il n'y a la moindre trace de réparation ou de renforcement de la trame.
En 2010, les professeurs de statistiques, Marco Riani et Anthony C. Atkinson écrivirent dans une revue scientifique que l'analyse statistiques des données brutes obtenues par les trois laboratoires lors de la datation au radiocarbone aurait pu souffrir de la présence de contaminations sur certains des échantillons. Ils conclurent cependant que l'effet reste limité sur l'échantillon considéré et que leur estimation sur la datation serait d'environ deux siècles. Selon le professeur Christopher Ramsey de l'unité de mesure du radiocarbone d'Oxford en 2011, il y a de nombreuses hypothèses tendant à montrer que les datations ne furent pas correctes mais aucune ne sort réellement du lot.
En décembre 2010, le professeur Timothy Jull, un membre de l'équipe de datation au radiocarbone de 1988 et le rédacteur de la revue à comité de lecture, radiocarbon, cosigna un article dans ce journal avec Rachel A. Freer-Waters. Ils examinèrent un fragment restant de celui confié au laboratoire d'Arizona pour la datation et ne découvrirent aucune trace d'une réparation quelconque pas plus que d'autres substances ou traitement. Ils ne décelèrent « qu'un faible taux de contamination par des fibres de coton » et conclurent que la datation avait été réalisée sur un échantillon du suaire-même,.
En mars 2013, Giulio Fanti, professeur de mécanique et de mesure thermique de l'Université de Padoue mena une batterie de tests sur des fibres qu'il pensait provenir du suaire lors de la datation de 1988. Il parvint à la conclusion qu'elles étaient datées de 300 av. J.-C. à 400 ap. J.-C. rendant potentiellement compatibles le suaire et la période où vécut Jésus de Nazareth,,,. La méthodologie et la crédibilité même de Guilio Fanti sont sévèrement attaquées par d'autres scientifiques. L'archevêque de Turin lui-même, Cesare Nosiglia, conservateur du suaire déclara que, puisqu'il est impossible de déterminer que les fibres sur lesquelles ces expérimentations ont été conduites, le Saint-Siège et le custode pontifical déclarent qu'aucun crédit sérieux ne peut être octroyé à ces expérimentations.

### La datation contredirait d'autres observations
Raymond Rogers écrivit dans le journal Thermochimica Acta que la présence de vanilline différait significativement sur les fibres non enregistrées qu'il a observées, lesquelles contenaient 37 % de vanilline tandis que les fibres au centre du suaire en étaient dépourvues. Il soutint que: « Le fait que la vanilline ne puisse être détectée dans la lignine des fibres du suaire tout comme dans celles des manuscrits de la mer Morte et d'autres lins très anciens indique que le suaire soit très ancien. Une détermination de la perte cinétique de la vanilline à travers les âges suggère que le suaire soit daté entre 1300 et 3000 ans d'âge. Même en tenant compte des erreurs de mesure et en tenant compte des conditions de stockage à travers les siècles, il est improbable que le suaire ne soit âgé que de 840 ans. Rogers conclut de tout ceci que le suaire est bien plus âgé que les estimations actuelles. »
Il fut dit par la suite que le protocole de datation par la vanilline de Rogers n'avait pas fait l'objet de tests et que par conséquent la validité de cette étude est remise en question puisque la vanilline est hautement sensible à la température de l'environnement. La chaleur dégrade rapidement la vanilline, or, le suaire a connu des élévations importantes de sa température environnante au point de faire fondre l'argent et de roussir le tissu. Les travaux de Rogers sont également critiqués par Joe Nickell qui considère que Rogers part de conclusions souhaitées et travaille ensuite à reculons jusqu'aux preuves.
En 2015 une étude publiée dans la revue Thermochimica Acta réfute les conclusions de Rogers et explique les différences de masse spectrales du tissu relevées par Rogers sont dues à la présence d'un contaminant et qu'une fois ce contaminant écarté, les masses spectrales sont similaires. L'étude rejette également la théorie d'une « réparation invisible » qu'elle qualifie de théorie pseudoscientifique.

### L'échantillon aurait été contaminé
En 1993, le docteur Leoncio A. Garza-Valdes découvrit la présence de polyhydroxyalkanoate (mcl-PHA) produite par la bactérie Leobacillus rubrus et en détecte également la présence sur trois momies égyptiennes. Selon Garza-Valdes, les scientifiques qui effectuèrent la datation au radiocarbone n'étaient pas au courant de cette contamination par un bioplastique. Poursuivant ses recherches, il établit que plus de 60 % de l'environnement des fibres contiennent des bioplastiques.
Selon l'écrivain Ian Wilson, des documents iconographiques s'étageant de c. 1690 à 1842 montreraient que le coin sur lequel l'échantillon a été prélevé est manipulé lors de chacune des ostensions. La méthode traditionnelle à ces époques étant que cinq évêques maintiennent le suaire pour le présenter aux pèlerins. Wilson considère que ces manipulations répétées augmentent la probabilité d'une contamination par des bactéries ou des résidus déposés par celles-ci.
Le professeur Harry Gove, directeur du laboratoire de Rochester (l'un de ceux qui ne furent pas retenus pour la datation), a également émis l'hypothèse d'une contamination par une bactérie « bioplastique » qui était inconnue lors de la datation de 1988 et serait de nature à invalider les mesures faites à l'époque. Il reconnait cependant que les échantillons ont été nettoyés au moyen de puissants agents chimiques avant de procéder aux tests.
Le scientifique du Shroud of Turin Research Project (Sturp), le docteur John Jackson a écarté cette hypothèse d'une contamination bactérienne à l'origine de dépôts de bioplastiques en raison du fait que les échantillons ont été minutieusement nettoyés pour ôter ce type de contamination et que la quantité de matériel microbien nécessaire pour tronquer les mesures devrait excéder de loin le poids de l'échantillon lui-même.
Rodger Sparks, un expert en radiocarbone néo-zélandais a évalué qu'une erreur de treize siècles aurait nécessité une masse de contamination bactérienne équivalente au poids de l'échantillon. Selon Henri Broch,,, pour fausser à ce point les analyses, il aurait fallu que les contaminants représentent plusieurs fois le poids du linceul lui-même. En raison du fait que ces contaminants sont très faciles à détecter, des fibres du suaire furent examinées par la National Science Foundation Mass Spectrometry Center of Excellence de l'Université du Nebraska. La spectrométrie de masse par pyrolyse échoua cependant à mettre en évidence le moindre polymère bio-plastique sur les fibres, que celles-ci soient celles composant l'image du suaire ou non. La micro-sonde spectroscopique de Raman de la Instruments SA, Inc. de Metuchen (New Jersey) ne put non plus mettre en évidence le moindre bio-plastique.
Le professeur Gove signale que différentes procédures de nettoyage furent utilisées par les trois laboratoires et que même si certaines contaminations ténues étaient restées, environ deux-tiers de contaminants auraient été nécessaires pour déplacer les mesures du premier siècle à une époque médiévale. Il inspecta l'échantillon du laboratoire avant qu'il ne soit nettoyé et détermina qu'une telle contamination n'existait pas, même avant que les échantillons aient été nettoyés.
De la même manière, le monoxyde de carbone présent dans l'air fut également un candidat susceptible d'avoir contaminé le taux de carbone du suaire. Cependant, le monoxyde de carbone n'interfère pas assez avec le lin pour qu'une incorporation significative de carbone intègre la structure cellulose du suaire.
Le documentaire de 2008, Sindone, prove a confronto (le suaire, confrontation des preuves) de David Rolfe suggère que la quantité de 14C présente sur le suaire a pu être affectée de manière significative par les conditions climatiques, les méthodes de conservation au travers des siècles ainsi que par le carbone volatil généré par un incendie. D'autres théories soutiennent que la fumée des chandelles, riche en dioxyde de carbone et les molécules de carbone produites durant les deux incendies que le suaire a connu a altéré le taux de carbone présent dans le suaire rendant cette méthode de datation inopérante pour cet artéfact,.

### Calculs incorrects
En 1994, J. A. Christen appliqua un traitement statistique puissant aux données issues de la datation au radiocarbone et conclut que les âges donnés au suaire sont d'un point de vue statistique correct.
Ces dernières années, plusieurs analyses statistiques ont été menées sur les données de datation au radiocarbone, pour essayer de tirer des conclusions sur la fiabilité de la datation au C14 en étudiant les données plutôt qu'en étudiant le linceul lui-même. Toutes ces analyses ont  conclu que les données présentent un manque d'homogénéité dû soit à des anomalies non identifiées dans le tissu testé, soit à des différences dans les processus de nettoyage pré-test utilisés par les différents laboratoires. L'analyse la plus récente conclut que la plage de dates indiquée doit être ajustée jusqu'à 88 ans afin de répondre correctement à l'exigence de "95 % de confiance". On peut citer notamment:
● Dans un article de 2013, Riani Et al. déclarent : « Les douze résultats de la datation au radiocarbone de 1988 du Suaire de Turin montrent une hétérogénéité surprenante. Nous essayons d'expliquer ce manque d'homogénéité par régression sur les coordonnées spatiales. Cependant, bien que les emplacements des échantillons envoyés aux trois laboratoires concernés soient connus, les emplacements des 12 sous-échantillons au sein de ces échantillons ne le sont pas». Les auteurs ont également déclaré :"Nos résultats indiquent que, pour quelque raison que ce soit, la structure du TS est plus compliquée que celle des trois tissus avec lesquels il a été comparé".
● Dans un article de 2019, Casabianca Et al. Indiquent qu’: "Une analyse statistique de l'article de Nature et des données brutes suggère fortement que l'homogénéité fait défaut dans les données et que la procédure doit être reconsidérée." Les auteurs ont également déclaré: "Nos résultats statistiques n'impliquent pas que l'hypothèse médiévale de l'âge de l'échantillon testé doive être écartée." Ils ont poursuivi en concluant que : "Les mesures effectuées par les trois laboratoires sur l'échantillon du Linceul de Turin souffrent d'un manque de précision qui affecte sérieusement la fiabilité de l'intervalle 95 % 1260-1390. Les analyses statistiques, étayées par le matériel étranger trouvé par les laboratoires, montrent la nécessité d'une nouvelle datation au radiocarbone pour calculer un nouvel intervalle fiable.... Sans cette ré-analyse, il n'est pas possible d'affirmer que la datation au radiocarbone de 1988 offre des "preuves concluantes" et que la tranche d'âge calendaire soit exacte et représentative de l'ensemble du tissu".
● Dans un article de 2020, Bryan Walsh et Larry Schwalbe soulèvent également "l'hétérogénéité statistique des données du Suaire" et concluent que cela pourrait éventuellement avoir été causé par "une certaine variation inhérente présente dans la composition isotopique du carbone de l'échantillon du Suaire lui-même" ou peut-être qu’ '"une certaine différence dans la contamination résiduelle peut s'être produite en raison de différences dans les procédures de nettoyage des laboratoires individuels". Ils concluent que "si les données de Zurich et de Tucson étaient déplacées vers le haut de 88 [années radio-carbone], comme le montre la figure, tous les résultats concordent dans l'incertitude observée. En effet, si l'ampleur de l'"ajustement" était aussi petite que ~10 [années radio-carbone], l'analyse χ2 confirmerait une homogénéité statistique en supposant que les incertitudes dans les données n'ont pas changé".
Phillip Ball, ancien rédacteur en chef de la revue scientifique Nature, déclare en 2019 que : "Rien de publié jusqu'à présent sur le linceul, y compris cet article, n'offre de raisons convaincantes de penser que l'étude de 1989 était substantiellement fausse - mais apparemment elle n'était pas définitive non plus".

## Source
- (en) Cet article est partiellement ou en totalité issu de l’article de Wikipédia en anglais intitulé « Radiocarbon 14 dating of the Shroud of Turin » (voir la liste des auteurs).